# Slangenman van La Perouse

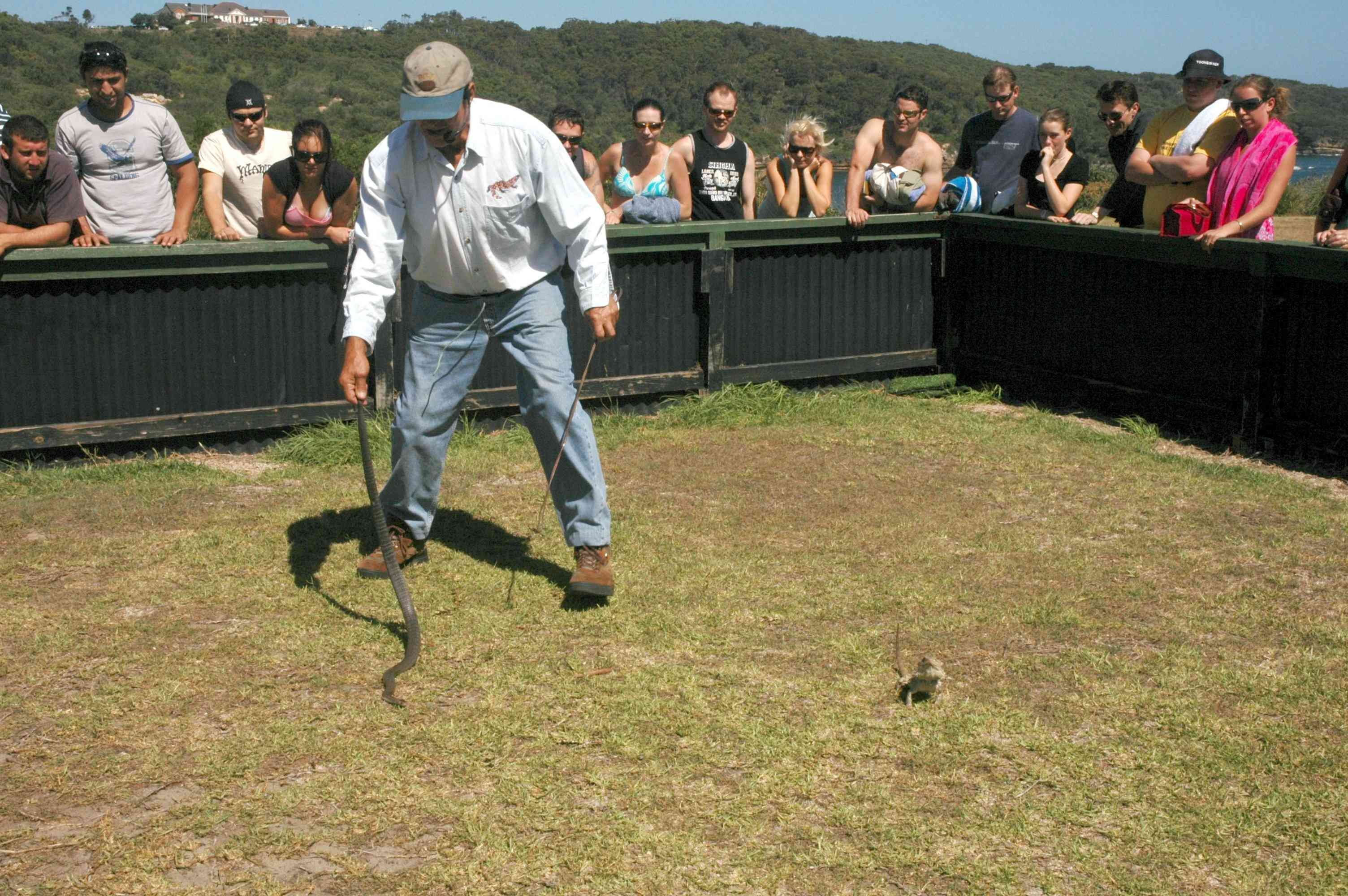
De slangenman in actie

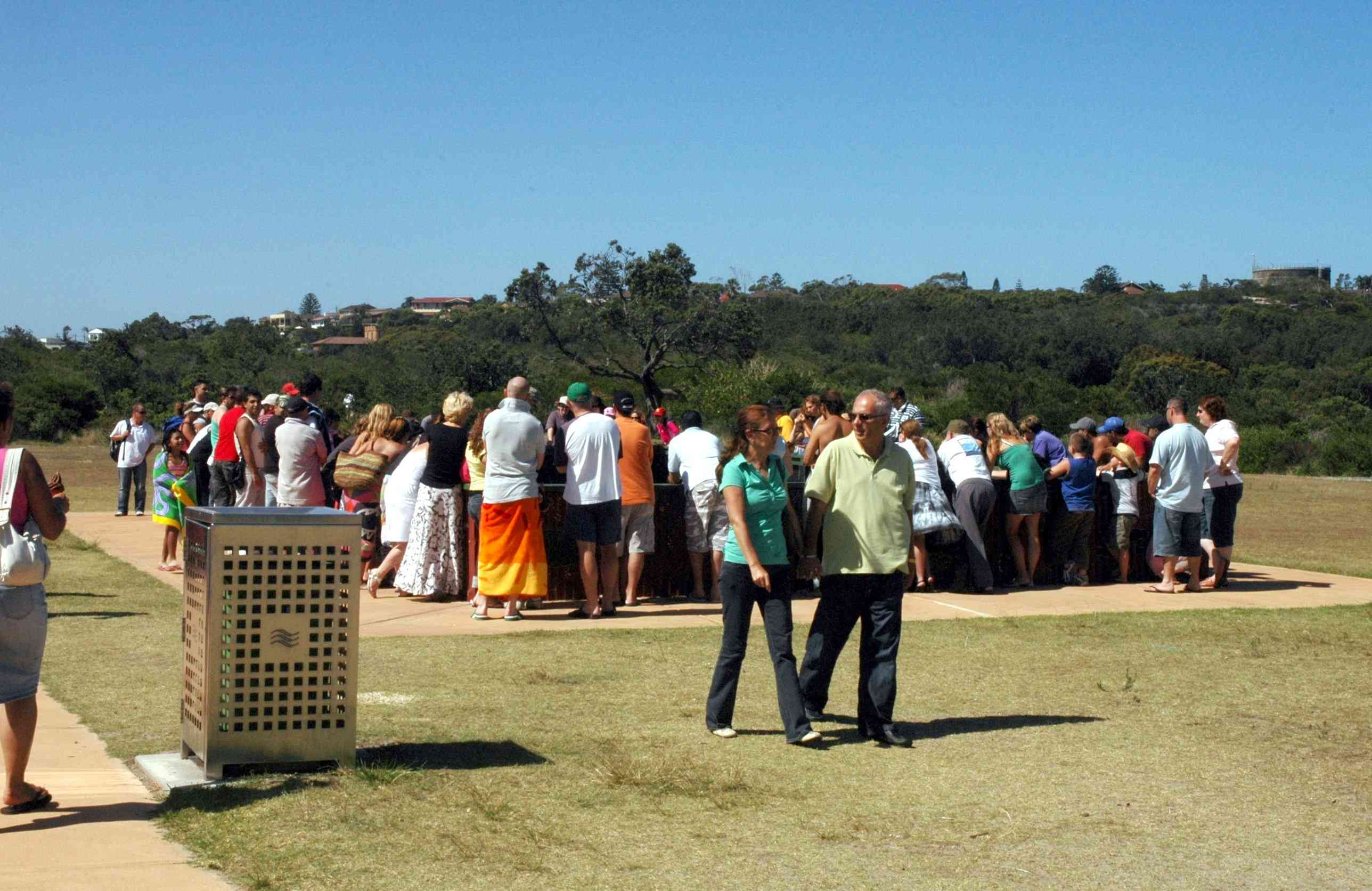
Het publiek rond de 'slangenkuil'

De Slangenman van La Perouse (Engels: Snake Man of La Perouse) is een wekelijkse reptielenshow in La Perouse, een buitenwijk van de Australische stad Sydney. De show wordt sinds begin twintigste eeuw gehouden en betekende voor hele generaties inwoners van die stad een traditioneel zondagsuitje.

## Achtergrond
Het houden van slangenshows langs de weg of op kermissen was een Australische traditie, stammend uit de negentiende eeuw. Veel van de mannen die met slangen optraden, verkochten daarnaast zelfontwikkelde huismiddeltjes tegen slangenbeten. Soms lieten zij zich door gifslangen bijten, uit een oogpunt van spektakel of om de doelmatigheid van hun middeltjes te bewijzen. Deze 'medicijnen' waren niet altijd even effectief en moesten in sommige gevallen als kwakzalverij worden betiteld. Het eerste wetenschappelijk ontwikkelde tegengif, voor één soort slang, kwam in Australië echter pas in 1930 beschikbaar, in 1955 gevolgd door een tweede soort. Het sterftecijfer onder deze kermisartiesten was hoog.

## Geschiedenis
Mogelijk werden al vanaf 1889 op deze plek slangenshows gehouden, maar begin twintigste eeuw was dat aantoonbaar het geval. De eerst bekende slangenman die op deze plaats optrad, was "professor" Frederick Fox. Hij ging er prat op immuun te zijn geworden voor slangenbeten. Toch had hij ook de beschikking over een door hemzelf ontwikkeld tegengif. Toen Fox in 1913 naar India reisde om er zijn tegengif te verkopen, werd de show voortgezet door Edward See, een lokale vrijwilliger, de echter overleed na door een tijgerslang te zijn gebeten. Fox overleed een jaar later in Calcutta. Hij werd er verscheidene malen door een krait gebeten, behandelde zichzelf, maar zag daarbij één beet over het hoofd en stierf enkele uren later.
Vanaf 1920 werd de show verzorgd door de familie Cann, in eerste aanleg door George Cann sr (1897-1965). Cann was daarnaast actief als slangenjager en -melker. Hij was twintig jaar lang reptielenconservator van de Taronga Park Zoo. Cann versterkte het educatie-aspect van de show en schakelde later ook zijn vrouw en zoons George jr en John in bij de show. Na het overlijden van George sr in 1965 zetten zijn zoons de show voort. George jr overleed in 2001 en in 2010 stopte ook John met optreden. De show werd een tijd verzorgd door de Hawkesbury Herpetological Society en sinds juli 2016 is Rob Ambrose de slangenman.
Het lokale La Perouse Museum heeft een permanente expositie gewijd aan de slangenman en zijn geschiedenis.

## Plaats en tijd
Op een grasveldje langs de weg, in wat tegenwoordig Cann Park heet, staat een stalen omheining. Deze meet zo'n zeven bij dertien meter en is ongeveer een meter hoog. Het optreden duurt ongeveer een half uur en begint elke zondagmiddag om half twee.

## De show
De slangenman toont een aantal van de meest giftige slangen van Australië en vertelt wat over de soorten en hun leefwijze. Ook vertelt hij waar en hoe vaak mensen in Australië door slangen worden gebeten en wat ze daaraan moeten doen. Doorgaans melkt hij ook een slang voor zijn vergif. Vaak beweegt zich gedurende de show één Australisch reptiel vrij rond binnen de omheining, bijvoorbeeld een wateragame. Aan het eind van de show gaat de slangenman met de pet rond.

## Trivia
- Vanwege de shows en zijn andere bezigheden genoot George Cann landelijke bekendheid. In 1956 beschreef Ken Slater voor het eerst een taipan-ondersoort die hij had aangetroffen in Papoea-Nieuw-Guinea en hij noemde hem naar Cann: Oxyuranus scutellatus canni.[6][7]